# Daveyton
Daveyton ist ein administrativer Bestandteil der Metropolgemeinde Ekurhuleni in der südafrikanischen Provinz Gauteng.

## Geographie
2011 hatte Daveyton 127.967 Einwohner. Der Stadtteil liegt südwestlich der Townshipsiedlung Etwatwa und nordöstlich von Benoni.

## Geschichte
Daveyton wurde 1952 als Townshipsiedlung gegründet. Die Vista University hatte den East Rand Campus in Daveyton, der später von der 2004 gegründeten North-West University übernommen wurde.

## Verkehr
Die National Route 12 führt südlich an Daveyton entlang. Die R51 verläuft am Westrand des Ortes. Eine Bahnstrecke liegt südlich des Ortes; die Station Daveyton wird im Personenverkehr von der Metrorail Gauteng als Endstation der Linie von Johannesburg Park Station bedient.

## Persönlichkeiten
- Duncan Theodore Tsoke (* 1964), römisch-katholischer Geistlicher, geboren in Daveyton
- Lebo Mathosa (1977–2006), Kwaito-Sängerin, geboren in Daveyton
- Mthunzi Mvubu (* um 1985), Jazzmusiker, geboren in Daveyton